# 高槻駅
高槻駅（たかつきえき）は、大阪府高槻市白梅町（はくばいちょう）にある、西日本旅客鉄道（JR西日本）東海道本線の駅である。駅番号はJR-A38。「JR京都線」の愛称区間に含まれている。

## 概要
京阪間のほぼ中間に位置する、高槻市の代表駅である。京都駅〜新大阪駅間では唯一新快速が停車し、京都・大阪ともに15分前後で移動することが出来る。新快速等が発着する外側線用のホームが新たに設置された2016年以降は、一部の特急も停車する。
人口35万人を抱える中核市でありながら市内に駅が当駅を含めて5つしかないことや、市内を走るほとんどのバス路線が駅前に集中することもあり、乗車人員は非常に多い。他社局線と接続しないJR西日本の単独駅では唯一5万人を上回り、また関西圏内の政令指定都市外に位置する駅としては他社も含めて最高の乗車人員を記録している。ただし、乗り換え案内はされないものの阪急京都本線の特急停車駅である高槻市駅までは約700mと近接しており、かつ当駅も新快速停車駅であることから、ここでJR線と阪急線を乗り継ぐ利用客もいる。
当駅を境に各駅の利用客数が大きく変化するので、当駅折り返しの普通が終日にわたって多数運行される。快速は朝の一部便を除き当駅から京都方面は普通として運行される。一方、快速を含めた普通以外の種別においては、平常時は当駅発着便の設定がない。
JR西日本の駅の中では比較的早い時期に全てののりばにホーム柵が設置されたが、1・6番のりばでは全国で初めて実用化された昇降式ロープ柵、2・5番のりばでは3扉対応の可動式ホーム柵、3・4番のりばでは4扉対応の二重引き戸式ホームドアと、異なる3種類のホーム柵が採用されている珍しい駅でもある。
駅北東側には網干総合車両所明石支所高槻派出所がある。かつては高槻電車区であったが、配置車両は網干総合車両所に移され、電留線のみ残っている。
隣の島本駅との駅間距離は5.3kmあり、JR京都線内で最長となっている。2008年までは山崎駅まで7.5kmにわたって駅がなかった。

## 歴史
京都駅 - 大阪駅間の鉄道が敷設された時、高槻にあった高槻城の石垣を切り崩して、鉄道建設に石材が流用された。そして大阪 - 向日町駅間が開業した際に、唯一の中間駅として当駅が設けられた。
1877年（明治10年）に京都駅まで延伸され、当時、全線単線だった。また、高槻は大阪と京都のほぼ中間地点に位置していることから、大阪駅と京都駅をほぼ同時に発車した列車が当駅で交換を行ったといわれている。

### 年表

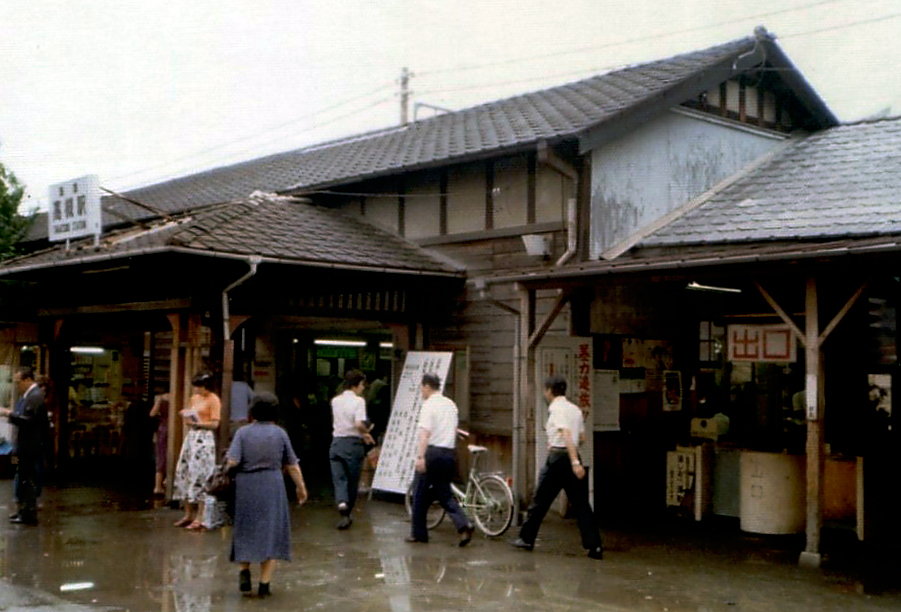
旧高槻駅北口駅舎の最終日の姿（1979年6月）

- 1876年（明治9年）7月26日：官設鉄道向日町駅 - 大阪駅間の開通と同時に開業[1]。一般駅[1]。
- 1895年（明治28年）4月1日：線路名称制定。東海道線（1909年より東海道本線）の所属となる。
- 1956年（昭和31年）3月1日：高槻電車区設置。面積5900㎡、収容能力111両。
- 1957年（昭和32年）10月1日：京都駅 - 大阪駅間の複々線の完全復活、電車の内側線への完全移行に伴うダイヤ改正を実施し、快速の停車駅となる（同時に「急行電車」を「快速」と呼称変更）。
- 1979年（昭和54年）7月1日：橋上駅舎の使用を開始[4]。高槻駅南側の再開発が完成。グリーンプラザたかつきが竣工。国鉄高槻駅南バスターミナルの使用を開始。
- 1981年（昭和56年）：高槻駅北地区再開発事業準備組合が発足。
- 1982年（昭和57年）11月15日：貨物の取り扱いを廃止[1]。
- 1985年（昭和60年）3月14日：201系投入によるダイヤ改正に合わせ、昼間の快速が当駅 - 京都駅間で「普通」に変更。
- 1987年（昭和62年）
  - 3月31日：貨物の取り扱いを再開[1]。ただし、以降の貨物取り扱い実績は無い。
  - 4月1日：国鉄分割民営化により、西日本旅客鉄道（JR西日本）・日本貨物鉄道（JR貨物）の駅となる[1]。
- 1988年（昭和63年）3月13日：路線愛称の制定により、「JR京都線」の愛称を使用開始。
- 1990年（平成2年）3月10日：ダイヤ改正に伴い、日中の新快速が当駅に停車する。
- 1993年（平成5年）
  - 3月18日：土曜・休日の新快速が新たに朝時間帯にも停車。ただし、夕方以降は通過のまま。
  - 8月：高槻駅北地区第一種市街地再開発事業が「第一種市街地再開発事業」の都市計画が決定（1994年に丸井が、1999年に十字屋が相次いで出店を辞退するが、2001年に平和堂の出店が決定し着工）。
- 1995年（平成7年）9月1日：新快速が土曜・休日終日停車となる。
- 1997年（平成9年）
  - 3月8日：新快速が全列車終日停車となる。
  - 7月5日：自動改札機を設置し、供用開始[5]。
- 2002年（平成14年）7月29日：JR京都・神戸線運行管理システム導入[6]。
- 2003年（平成15年）11月1日：ICカード「ICOCA」の利用が可能となる。
- 2004年（平成16年）
  - 2月27日：アクトアモーレが駅北側に開業（竣工は2月19日）。駅コンコースと新たに建設したペデストリアンデッキで直結。
  - 11月21日：エレベーター、エスカレーターが供用開始される。
- 2005年（平成17年）3月31日：高槻駅北地区第一種市街地再開発事業が完了。総事業費は4020億円。
- 2006年（平成18年）4月1日：JR貨物の駅が廃止され、貨物の取り扱いが終了[7]。
- 2007年（平成19年）3月18日：ダイヤ改正に合わせて、駅自動放送を更新。
- 2013年（平成25年）
  - 4月17日：JR西日本が新快速専用ホームの増設を発表。
  - 5月2日：新快速専用ホームの工事を着工。
- 2014年（平成26年）3月6日：西改札口に改札口コールシステムを導入[8]。自動改札機を新型のものに交換。
- 2015年（平成27年）3月12日：入線警告音の見直しに伴い、接近メロディ導入[9]。
- 2016年（平成28年）
  - 2月12日：高槻市が2016年度 - 2019年度の4箇年で既存ホーム（2 - 5番のりば）にもホーム柵を設置することを発表。設置費用は国・府・市が協調して支援する（JR：国：府：市＝1/3：1/3：1/6：1/6）。
  - 3月26日：新快速と新たに一部停車する特急「はるか」専用の新ホーム（1・6番のりば）と、きた西口・みなみ西口が使用を開始。初めて定期運転の特急停車駅となる[10]。同日から、新ホームにおいて昇降式ホーム柵の使用を開始[11][13]。また、当駅での新快速と普通電車の相互接続が廃止される。
  - 7月16日：3・4番のりばにステンレス製の安全柵を設置。
- 2017年（平成29年）3月4日：ダイヤ改正に伴い、一部の特急「サンダーバード」の停車駅となる[14]。
- 2018年（平成30年）
  - 3月17日：駅ナンバーが導入される。
  - 3月23日：駅北側に商業施設「ビエラ高槻」が開業。
  - 6月18日：大阪北部の地震の影響で、駅のコンコースに雨漏りや蛍光灯が外れるなどの被害を受ける。
- 2019年（平成31年）
  - 1月26日：2番のりばに可動式ホーム柵が設置され、使用を開始する[15]。
  - 3月16日：5番のりばに可動式ホーム柵が設置され、使用を開始する[16]。
- 2020年（令和2年）11月27日：4番のりばに可動式ホーム柵が設置され、使用を開始する[17][18]。
- 2021年（令和3年）2月19日：3番のりばに可動式ホーム柵が設置され、使用を開始する[19]。
- 2022年（令和4年）1月20日：JR高槻駅北駅前広場の整備工事を着工[20]。
- 2023年（令和5年）3月25日：JR高槻駅北駅前広場のエスカレーターの供用が開始され、整備工事が完了[21]。
- 2024年（令和6年）11月17日：きた西口を新愛称「将棋会館口」に変更[22]。

## 駅構造
駅構内は6線あり、島式ホーム2面4線の外側を単式ホーム2面2線（いずれも12両編成対応）が挟み込む地上駅である。北側（上り方）には上下線間に挟まれた8両編成対応の留置線が2線あり、各駅停車の折り返しに使用されている。また留置線の先は高架で上り線（内外線とも）を乗り越え、その先の網干総合車両所明石支所高槻派出所（旧高槻電車区）につながっており、夜間滞泊などを行う列車はこの線を走行する。停車場に分類される。
改札口は橋上駅舎の中央口と地下通路でホーム・構外を結ぶ西口改札、新設された1・6番のりば専用のきた西口・みなみ西口の4か所。自動改札機はICOCA・相互利用各ICカードに対応。
当駅は駅長が配置された直営駅であり、管理駅として東海道本線（JR京都線）の西大路駅 - 吹田駅間の各駅を管理しているが、茨木駅と吹田駅には当駅助役相当の地区駅長を配置し、茨木駅が千里丘駅を、吹田駅が岸辺駅を管轄しているため、当駅が全面的に管理下においているのは西大路駅からJR総持寺駅までである。

### のりば
| のりば | 路線       | 方向 | 行先                       | 備考                           |
| ------ | ---------- | ---- | -------------------------- | ------------------------------ |
| 1      | JR京都線   | 上り | 京都・草津方面             | 新快速・関空特急「はるか」     |
| 1      | 湖西線     | 上り | 敦賀方面（北陸新幹線連絡） | 特急「サンダーバード」         |
| 2      | JR京都線   | 上り | 京都・草津方面             | 快速（最終の新快速も含む）     |
| 3      | JR京都線   | 上り | 京都・草津方面             | 普通（緩行電車）               |
| 4      | JR京都線   | 下り | 新大阪・大阪・三ノ宮方面   | 普通（緩行電車）               |
| 5      | JR京都線   | 下り | 新大阪・大阪・三ノ宮方面   | 快速（最終の新快速も含む）     |
| 6      | JR京都線   | 下り | 新大阪・大阪・三ノ宮方面   | 新快速・特急「サンダーバード」 |
| 6      | 関西空港線 | 下り | 関西空港方面               | 関空特急「はるか」             |

- 上表の路線名は旅客案内上の名称（愛称）で表記している。
- 普通電車（京阪神緩行線の4扉7両の電車）は当駅止まり・当駅始発のものを含み、3・4番のりばを使用するのが基本である。
- 3・4番のりばは、普通のみの発着となった。従来は新快速が遅れた際などに快速が発着することがあったが、新快速専用ホームの新設に伴いその必要がなくなったことを受け、2016年7月16日に下り方4両分にステンレス製の安全柵が設けられ、足元△印の乗車位置案内も消去された。
- 2番のりばには、京都まで快速の電車、当駅まで快速運転を行う普通電車の他、京都行き最終に接続する当駅で当駅の待避線から外側線の分岐器錆取りを兼ねた京都行き新快速が停車し、5番のりばにも同様に西明石行き新快速が停車する。

運転取り扱い上の呼称（線名）は以下の通り。
- 1番線 - 1番のりば、上り外側線（本線）
- 2番線 - 2番のりば、上り内外線（待避線）
- 3番線 - 3番のりば、上り内側線（本線）
- 4番線 - 4番のりば、下り内側線（本線）
- 5番線 - 5番のりば、下り内外線（待避線）
- 6番線 - 6番のりば、下り外側線（本線）

2016年3月26日の新快速専用ホームの新設に伴い、運転取り扱い上の番線と旅客案内上ののりば番号が揃えられた。
上り外側線からは1・2番線に、上り内側線からは2・3番線に、下り外側線からは5・6番線に、下り内側線からは4・5番線に発着できる。また、上り内側線から4番線への進入も可能であり、ダイヤが乱れた場合に当駅止まりの普通が4番線で直接折り返すこともある。電車区への進入・出発は2〜5番線から可能。

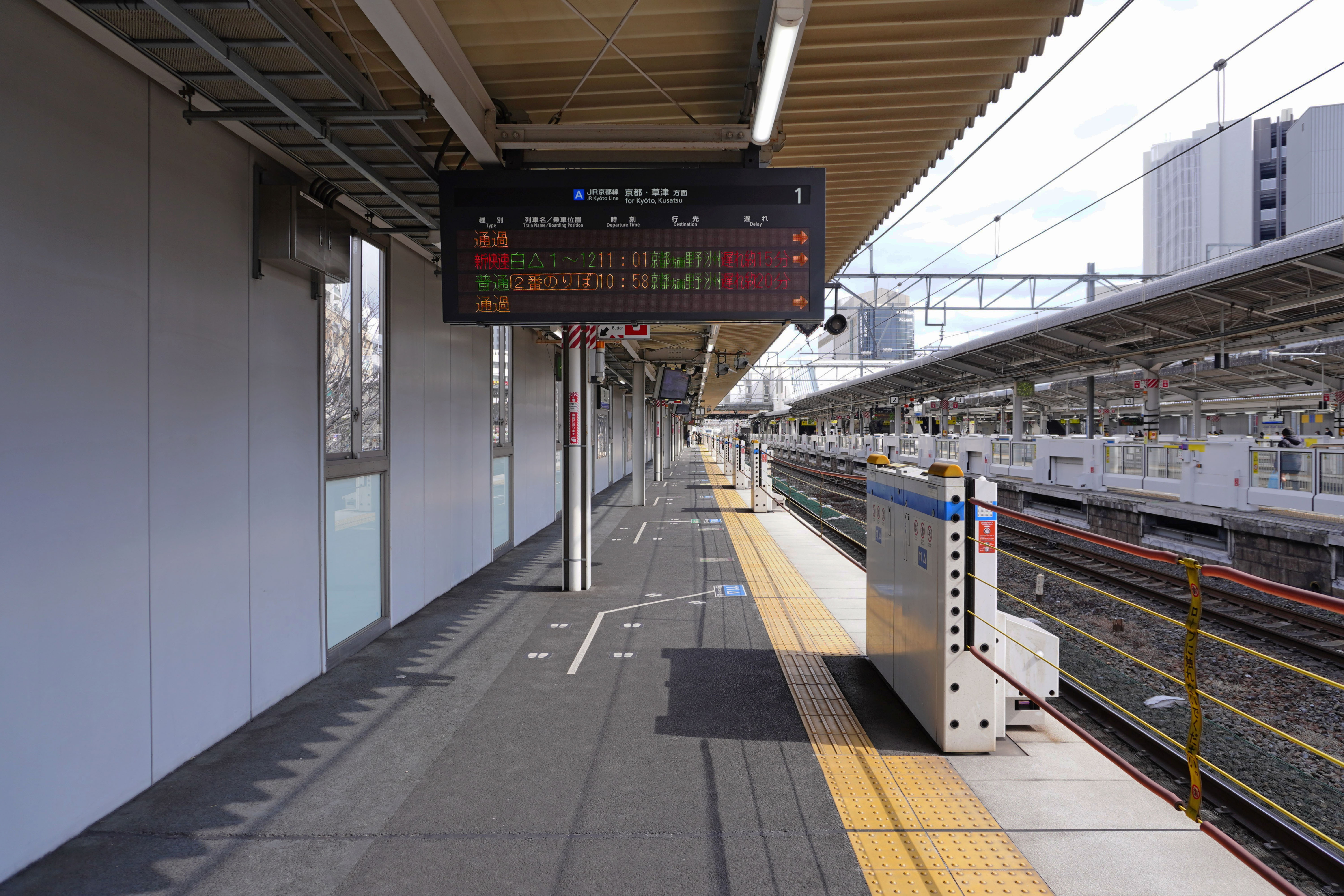
1番のりばホーム（2023年2月）
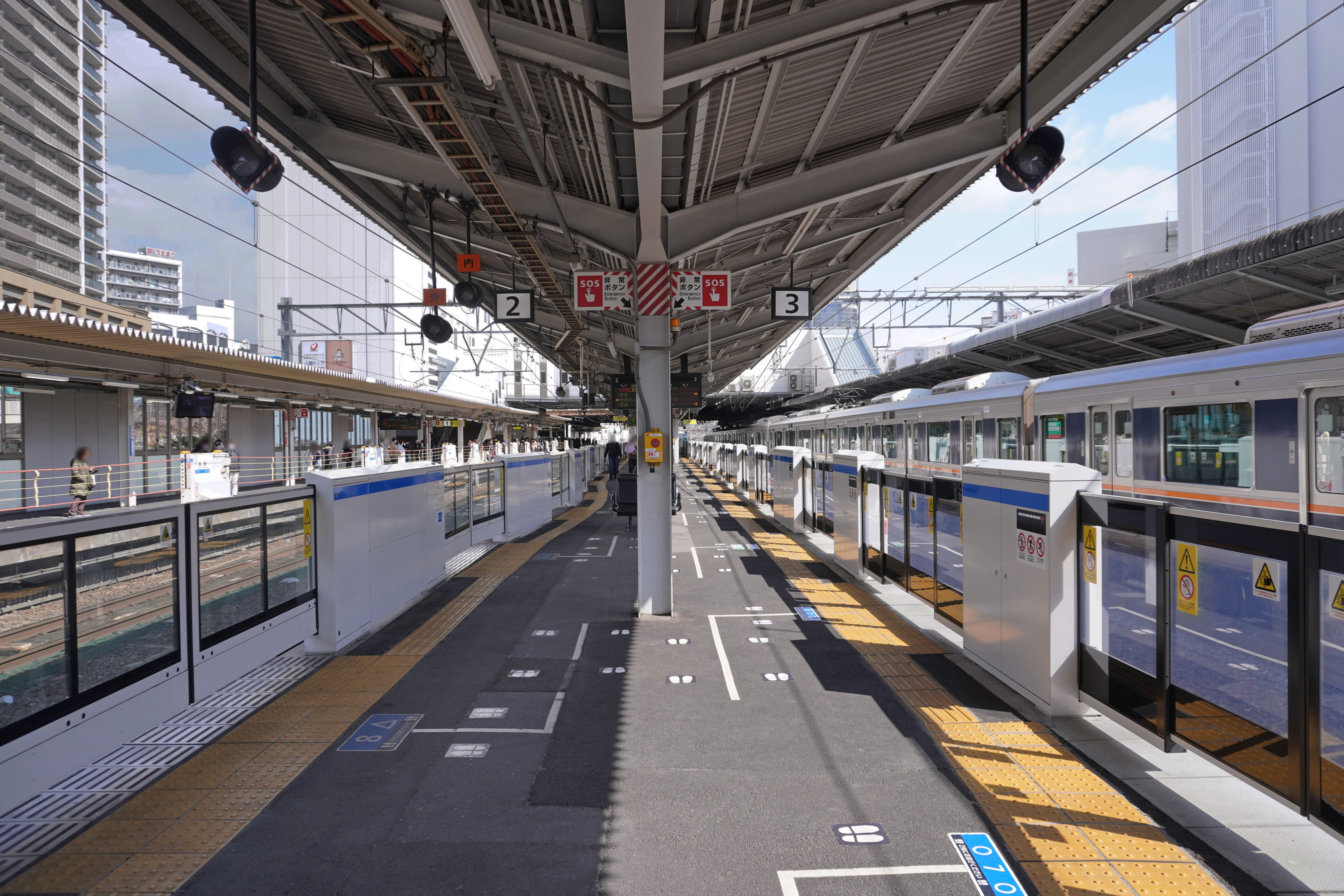
2・3番のりばホーム（2023年2月）
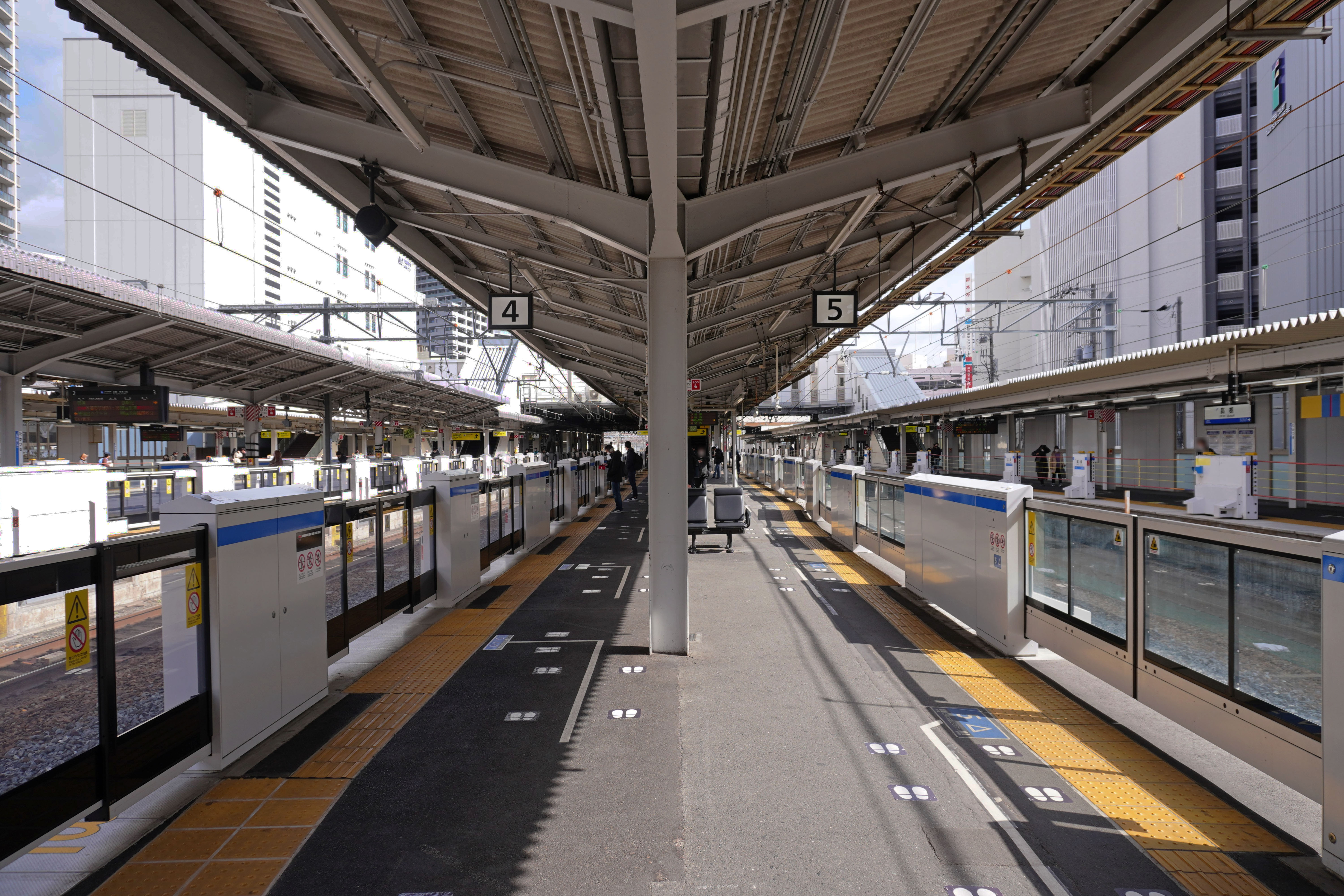
4・5番のりばホーム（2023年2月）
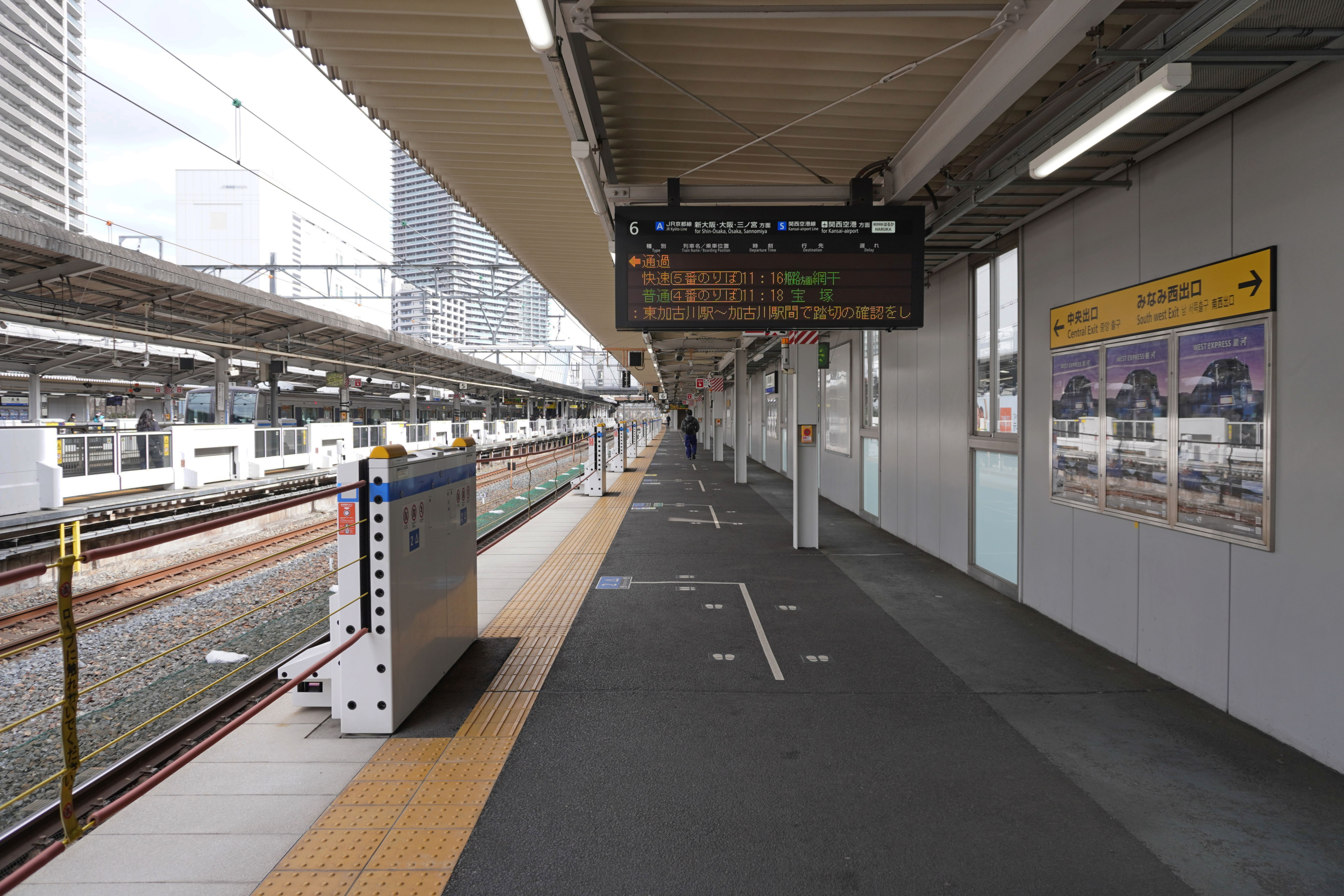
6番のりばホーム（2023年2月）

### 駅改良工事

2016年3月25日までの配線(但し外側待避線はそれより以前に撤去されていた)

当駅は始終着列車が多く、また新快速・快速を旧1番・4番のりばで共用していたため、当駅構内の開通待ちによる機外停車（または徐行）する列車も少なくなかった。これを解消するために、外側待避線であった1番線と8番線を廃止し、その位置に外側線用のホームを増設する工事が行われ、2016年3月26日から供用開始となった。
2016年3月25日までののりばは以下の通り。
| のりば | 路線     | 方向 | 行先                     | 備考         |
| ------ | -------- | ---- | ------------------------ | ------------ |
| 1      | JR京都線 | 上り | 京都・草津方面           | 新快速・快速 |
| 2      | JR京都線 | 上り | 京都・草津方面           | 普通         |
| 3      | JR京都線 | 下り | 新大阪・大阪・三ノ宮方面 | 普通         |
| 4      | JR京都線 | 下り | 新大阪・大阪・三ノ宮方面 | 新快速・快速 |

運転取り扱い上の呼称では、3番線が1番のりば、4番線が2番のりば、5番線が3番のりば、6番線が4番のりばであった。

### 昇降式ロープ柵
駅改良工事により増設された単式ホームには、昇降式ロープ柵が設置されている。このロープ柵は、桜島駅および六甲道駅において試行されていたもので、両駅での試行結果を踏まえ、全国で初めて当駅で実用化された。昇降式ホーム柵は、琵琶湖線、JR京都線、JR神戸線のようにドア数の異なる車両にも対応でき、スライド型のホームドアより設置コストも低いとされる。

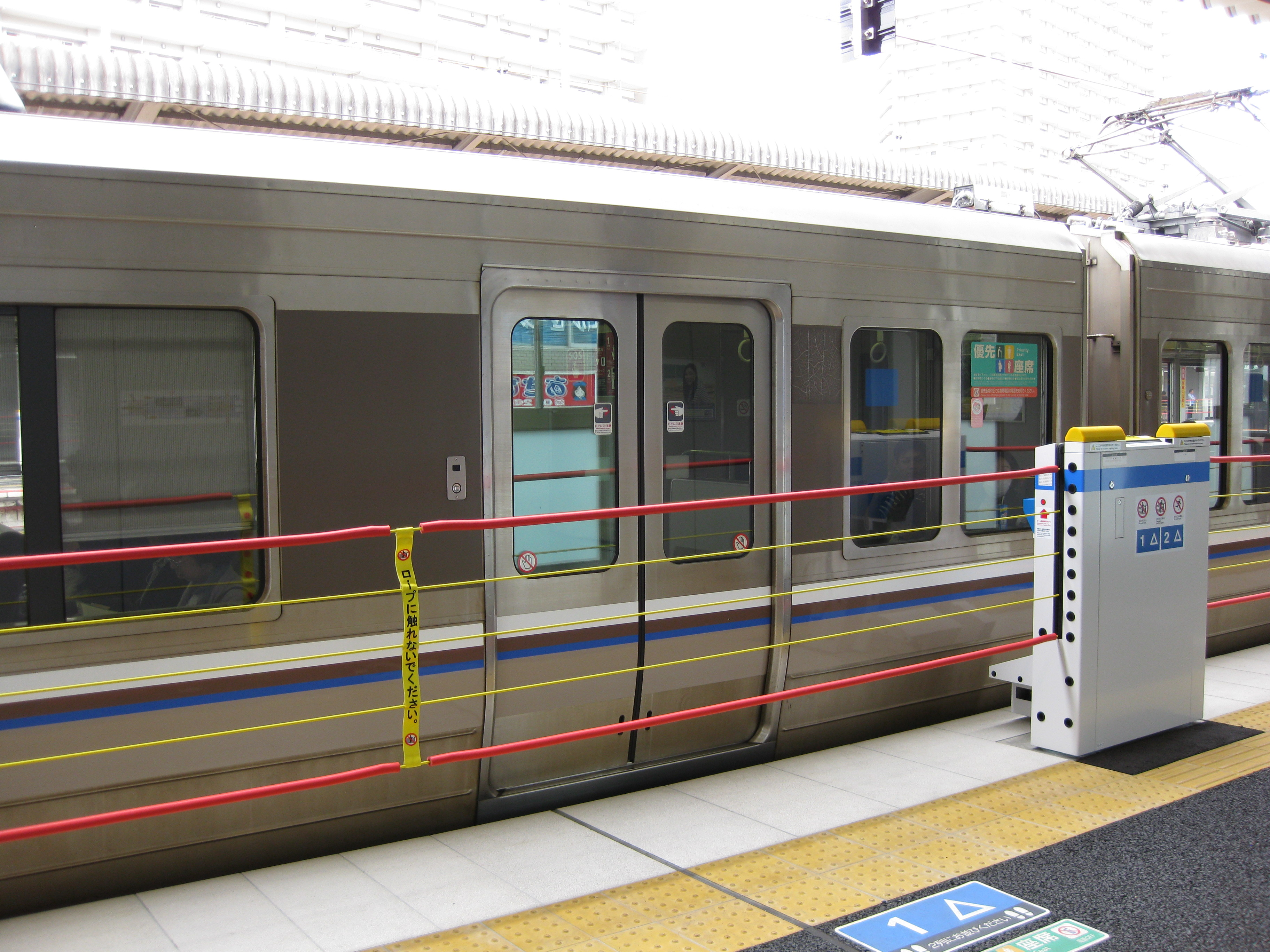
ホームドアが閉じた状態（2016年4月）
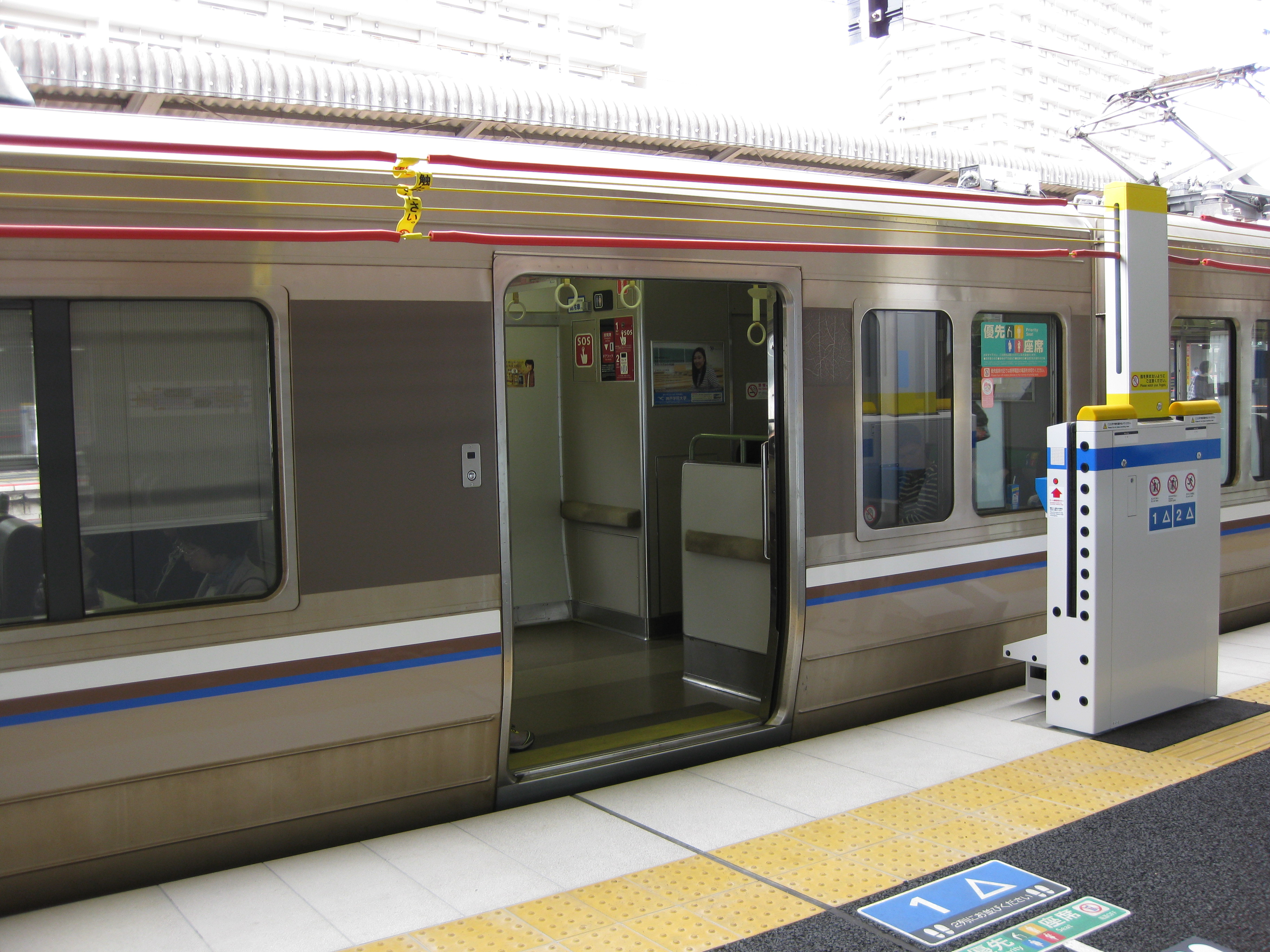
ホームドアが開いた状態（2016年4月）

### 出入口

#### 中央口
改札外にはセブン-イレブンハート・イン、パントリー、複数のスイーツ店などが出店するSweetPlazaが隣接し、改札内には「セブン-イレブンデイリーイン」がある。駅舎北側にある南北連絡通路は地上駅時代に北口・南口・プラットホームを連絡していた改札内通路を再利用したものであり、ホームへ通じていた階段跡が切り欠きとして残っている。ホームと中央改札口の間にエレベーター・上り下りエスカレーターが設置されている。また、2010年3月には中央口南出口の京都側にエレベーターが設置された。中央口北側については隣接するJR高槻駅NKビルもしくは、アクトアモーレのエレベーターを使うことになる。

#### 地下西口（きた西口・みなみ西口）
地下西口は、駅の南北を縦断する地下道（自由通路）に面した地下に設けられている。券売機と改札機のみで、構内店舗（駅ナカ）等は設置されていない。駅改良工事によって設けられた1番・6番ホームは西口と接続しておらず、ホーム西端の地上に独自の改札を備えている（きた西口・みなみ西口）。したがって、新快速・特急サンダーバード・関空特急はるかに乗車する場合には、西口を利用せずに、方向に応じて、きた西口・みなみ西口を利用する必要がある。
いずれも無人で連絡用カメラ付インターホンが設置されている。
2024年11月17日、同駅近くに関西将棋会館が移転したことを記念し、最寄りとする「きた西口」の愛称を「将棋会館口」に決定したと発表。京阪神のJR駅出口に愛称がつくのは初となる。

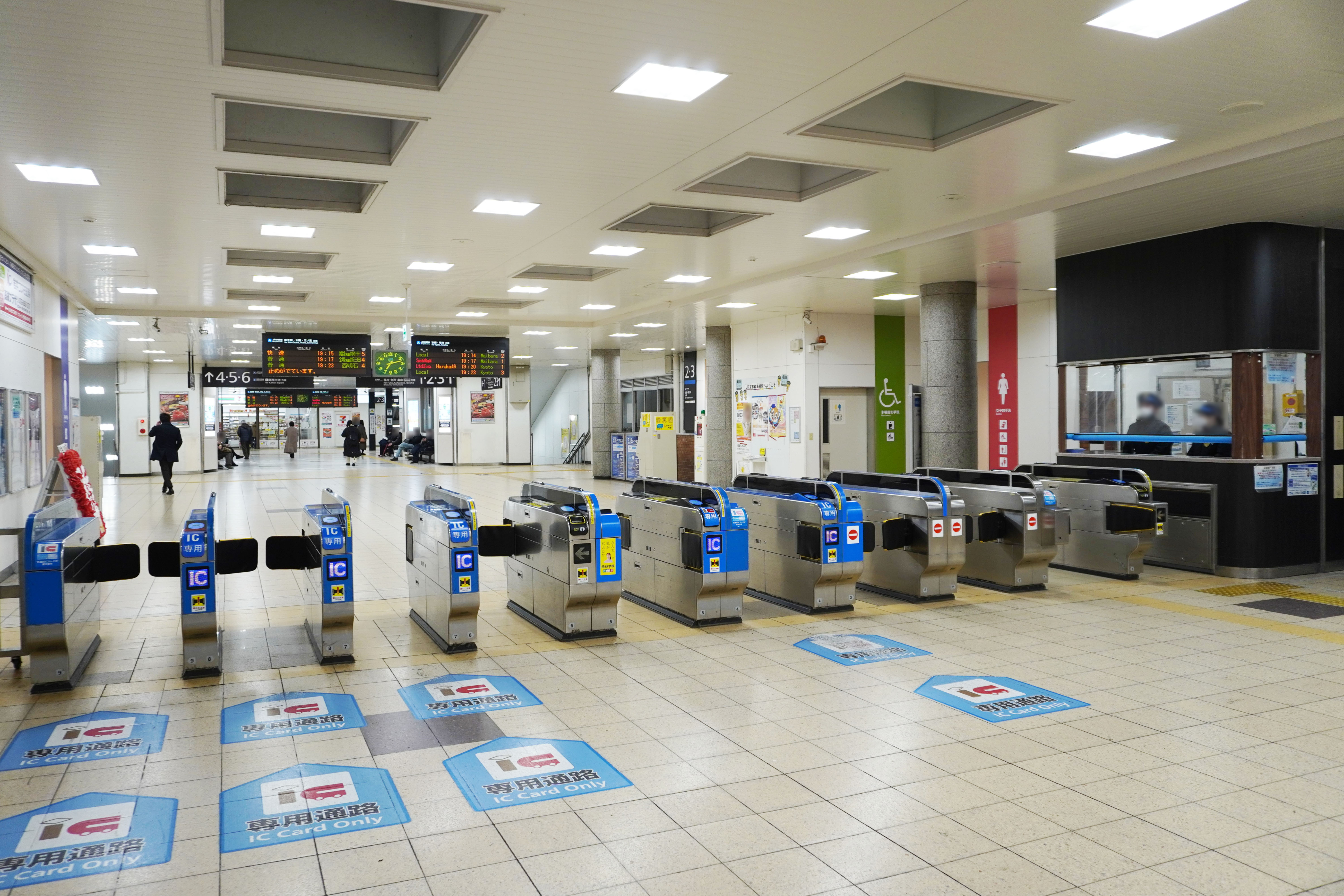
中央口改札（2023年2月）
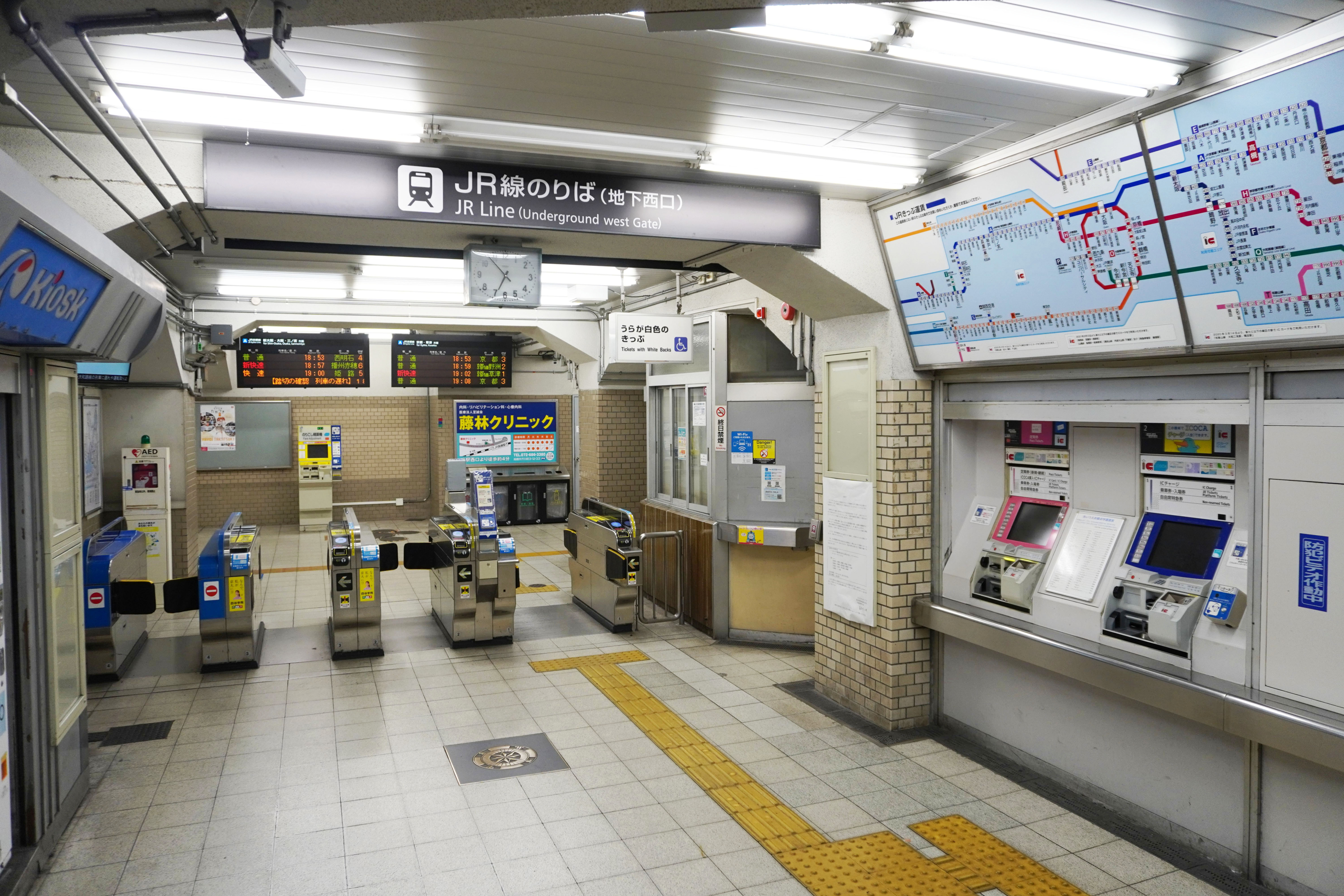
地下西口改札（2023年2月）
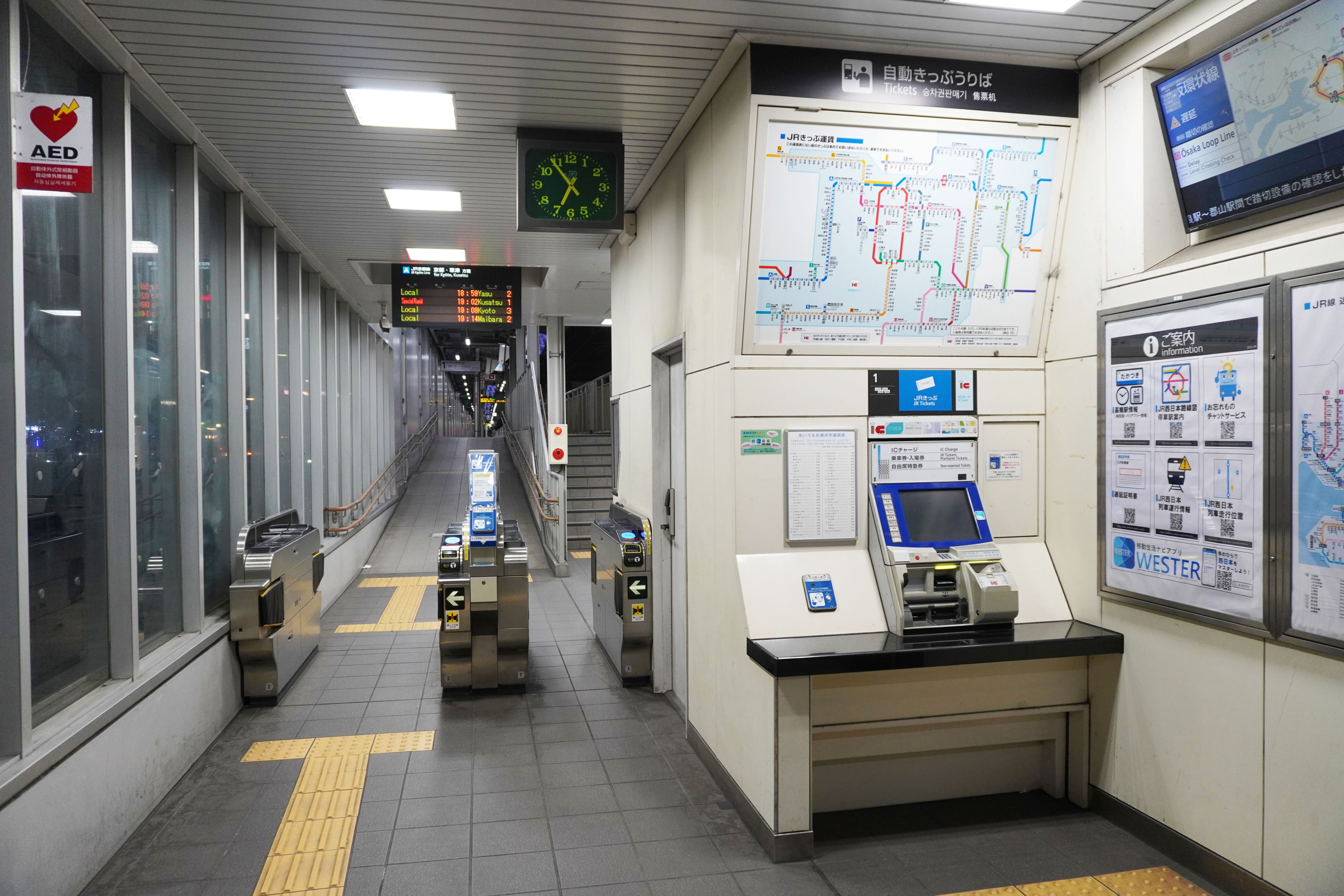
きた西口改札（2023年2月）
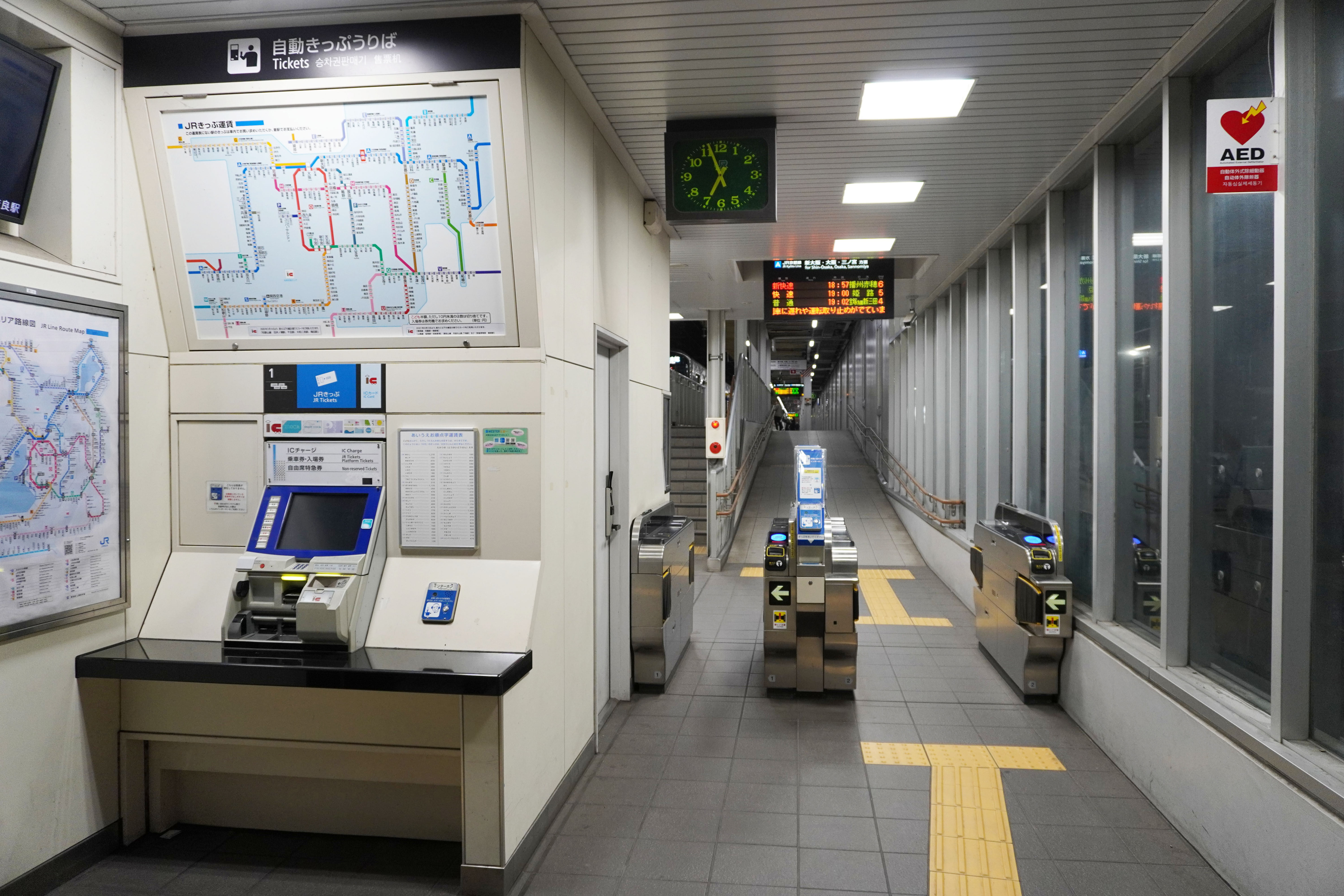
みなみ西口改札（2023年2月）

## ダイヤ
日中時間帯は1時間に16本新快速・快速（京都方面行きは当駅から普通）がそれぞれ4本、普通電車は8本停車する。
昼間の快速電車は上りは瀬田駅または栗東駅まで（後続の新快速が湖西線経由の場合は終着駅まで）先着、京都駅到着までに新快速に追い抜かれ、下りは舞子駅まで先着する。
昼間の普通電車については概ね10〜14時台に当駅を発着する便は宝塚方面・神戸方面共に全て当駅折り返し。その他の時間帯は宝塚方面からの便が当駅折り返しで、神戸方面からの便は京都まで運行される。
普通電車は半数が快速・新快速と接続を取る。下り普通のうち当駅で接続を行わない神戸方面行きは新大阪駅到着までに新快速に追い抜かれ、当駅始発の宝塚方面行きは新大阪駅・大阪駅には新快速とほぼ同時刻に到着する。
特急は以下の列車が停車する。
- はるか：当駅を6時台から7時台に発車する1・3・5・7号の関西空港行き4本、17時台から21時台に到着する38・40・42・44・46・48・50・52・54・56号の京都方面行き[注 2]10本。
- サンダーバード：当駅を6時台から8時台に発車する1・3・5・7号の敦賀行き4本、20時台から23時台に到着する42・44・46・48・50号の大阪行き5本。

## 利用状況
2023年（令和5年）度の1日の平均乗車人員は57,485人で、JR京都線の単独駅では最多である。また、JR西日本の駅の中では新今宮駅に次いで第11位である（所属路線が一路線のみの駅では三ノ宮駅、鶴橋駅に次いで第3位）。
高槻市内の駅としてもずば抜けて多く、近接する阪急高槻市駅の倍以上の乗車人員を記録している。

### 1日平均乗車人員
管内の乗車人員ランキングでは常に10位前後に位置している。当駅の前後は新幹線接続駅や新今宮駅といったインバウンド等の利用割合が高い駅が多く、近年観光客の増加に伴いこれらの駅の利用率が上がっているため当駅の順位は下降傾向にある。2020年度は新型コロナウイルスの流行により上位の駅の利用客数が軒並み激減したことで比較的減少率の低い当駅は順位を大きく上げ歴代最高位の8位を記録したが、その後他駅の利用率回復により再び順位を落としている。
定期利用率が周囲の駅と比較しても高く、平成以降は常に7割を超えている。
各年度の1日平均乗車人員は以下の通りである。
| 年度               | 1日平均 乗車人員 | 増減率 | 順位 | 定期利用状況 | 定期利用状況 | 出典      | 出典          |
| 年度               | 1日平均 乗車人員 | 増減率 | 順位 | 1日平均      | 定期率       | JR        | 大阪府        |
| ------------------ | ---------------- | ------ | ---- | ------------ | ------------ | --------- | ------------- |
| 1988年（昭和63年） | 51,005           |        |      | 36,455       | 71.5%        |           | [ 大阪府 1 ]  |
| 1989年（平成元年） | 53,021           | 4.0%   |      | 37,887       | 71.5%        |           | [ 大阪府 1 ]  |
| 1990年（平成02年） | 56,690           | 6.9%   |      | 40,269       | 71.0%        |           | [ 大阪府 2 ]  |
| 1991年（平成03年） | 59,138           | 4.3%   |      | 41,979       | 71.0%        |           | [ 大阪府 3 ]  |
| 1992年（平成04年） | 61,323           | 3.7%   |      | 43,663       | 71.2%        |           | [ 大阪府 4 ]  |
| 1993年（平成05年） | 62,100           | 1.3%   |      | 44,329       | 71.4%        |           | [ 大阪府 5 ]  |
| 1994年（平成06年） | 61,825           | -0.4%  |      | 44,301       | 71.7%        |           | [ 大阪府 6 ]  |
| 1995年（平成07年） | 63,868           | 3.3%   |      | 45,356       | 71.0%        |           | [ 大阪府 7 ]  |
| 1996年（平成08年） | 64,990           | 1.8%   |      | 46,072       | 70.9%        |           | [ 大阪府 8 ]  |
| 1997年（平成09年） | 64,623           | -0.6%  |      | 45,890       | 71.0%        |           | [ 大阪府 9 ]  |
| 1998年（平成10年） | 64,055           | -0.9%  |      | 45,515       | 71.1%        |           | [ 大阪府 10 ] |
| 1999年（平成11年） | 62,780           | -2.0%  |      | 44,417       | 70.8%        |           | [ 大阪府 11 ] |
| 2000年（平成12年） | 62,650           | -0.2%  |      | 44,175       | 70.5%        |           | [ 大阪府 12 ] |
| 2001年（平成13年） | 62,010           | -1.0%  |      | 43,724       | 70.5%        |           | [ 大阪府 13 ] |
| 2002年（平成14年） | 60,560           | -2.3%  |      | 42,639       | 70.4%        |           | [ 大阪府 14 ] |
| 2003年（平成15年） | 60,726           | 0.3%   |      | 42,704       | 70.8%        |           | [ 大阪府 15 ] |
| 2004年（平成16年） | 61,905           | 1.9%   |      | 43,763       | 70.7%        |           | [ 大阪府 16 ] |
| 2005年（平成17年） | 62,126           | 0.4%   |      | 44,202       | 71.1%        |           | [ 大阪府 17 ] |
| 2006年（平成18年） | 62,466           | 0.5%   |      | 44,368       | 71.0%        |           | [ 大阪府 18 ] |
| 2007年（平成19年） | 62,552           | 0.1%   |      | 44,536       | 71.2%        |           | [ 大阪府 19 ] |
| 2008年（平成20年） | 62,476           | -0.1%  |      | 44,420       | 71.1%        |           | [ 大阪府 20 ] |
| 2009年（平成21年） | 61,327           | -1.8%  |      | 43,757       | 71.4%        |           | [ 大阪府 21 ] |
| 2010年（平成22年） | 61,575           | 0.4%   |      | 43,923       | 71.3%        |           | [ 大阪府 22 ] |
| 2011年（平成23年） | 61,771           | 0.3%   |      | 43,922       | 71.1%        |           | [ 大阪府 23 ] |
| 2012年（平成24年） | 62,469           | 1.1%   |      | 44,058       | 70.5%        |           | [ 大阪府 24 ] |
| 2013年（平成25年） | 63,829           | 2.2%   | 9位  | 44,969       | 70.5%        | [ JR 1 ]  | [ 大阪府 25 ] |
| 2014年（平成26年） | 62,875           | -1.5%  | 10位 | 44,342       | 70.5%        | [ JR 2 ]  | [ 大阪府 26 ] |
| 2015年（平成27年） | 63,835           | 1.5%   | 10位 | 45,079       | 70.6%        | [ JR 3 ]  | [ 大阪府 27 ] |
| 2016年（平成28年） | 64,094           | 0.4%   | 11位 | 45,169       | 70.5%        | [ JR 4 ]  | [ 大阪府 28 ] |
| 2017年（平成29年） | 64,555           | 0.7%   | 11位 | 45,662       | 70.7%        | [ JR 5 ]  | [ 大阪府 29 ] |
| 2018年（平成30年） | 64,944           | 0.6%   | 11位 | 46,241       | 71.2%        | [ JR 6 ]  | [ 大阪府 30 ] |
| 2019年（令和元年） | 64,879           | -0.1%  | 12位 | 46,640       | 71.9%        | [ JR 7 ]  | [ 大阪府 31 ] |
| 2020年（令和02年） | 51,468           | -20.7% | 8位  | 39,239       | 76.2%        | [ JR 8 ]  | [ 大阪府 32 ] |
| 2021年（令和03年） | 52,220           | 1.5%   | 9位  | 38,759       | 74.2%        | [ JR 9 ]  | [ 大阪府 33 ] |
| 2022年（令和04年） | 56,160           | 7.5%   | 11位 | 39,861       | 71.0%        | [ JR 10 ] | [ 大阪府 34 ] |
| 2023年（令和05年） | 57,485           | 2.4%   | 11位 |              |              | [ JR 11 ] |               |

### 年間乗車人員
近年の1年間の乗車人員は以下の通り。
なお下表内の数値の単位は全て「千人」である。
| 年度               | 乗車人員 | うち定期 | 出典          |
| ------------------ | -------- | -------- | ------------- |
| 2007年（平成19年） | 22,894   | 16,300   | [ 高槻市 1 ]  |
| 2008年（平成20年） | 22,804   | 16,213   | [ 高槻市 1 ]  |
| 2009年（平成21年） | 22,384   | 15,971   | [ 高槻市 1 ]  |
| 2010年（平成22年） | 22,475   | 16,032   | [ 高槻市 1 ]  |
| 2011年（平成23年） | 22,608   | 16,075   | [ 高槻市 1 ]  |
| 2012年（平成24年） | 22,801   | 16,081   | [ 高槻市 2 ]  |
| 2013年（平成25年） | 23,298   | 16,414   | [ 高槻市 3 ]  |
| 2014年（平成26年） | 22,949   | 16,185   | [ 高槻市 4 ]  |
| 2015年（平成27年） | 23,364   | 16,499   | [ 高槻市 5 ]  |
| 2016年（平成28年） | 23,394   | 16,487   | [ 高槻市 6 ]  |
| 2017年（平成29年） | 23,563   | 16,667   | [ 高槻市 7 ]  |
| 2018年（平成30年） | 23,705   | 16,878   | [ 高槻市 8 ]  |
| 2019年（令和元年） | 23,746   | 17,070   | [ 高槻市 9 ]  |
| 2020年（令和02年） | 18,786   | 14,322   | [ 高槻市 10 ] |
| 2021年（令和03年） | 19,060   | 14,147   | [ 高槻市 11 ] |
| 2022年（令和04年） | 20,498   | 14,549   | [ 高槻市 12 ] |

## 駅周辺
駅周辺は百貨店などの大型商業施設や高層マンションなどが立ち並び、北大阪地区随一の商業集積地である。当駅から阪急の高槻市駅にかけて、高槻市の中心市街地が広がっている。

### 中央口北出口

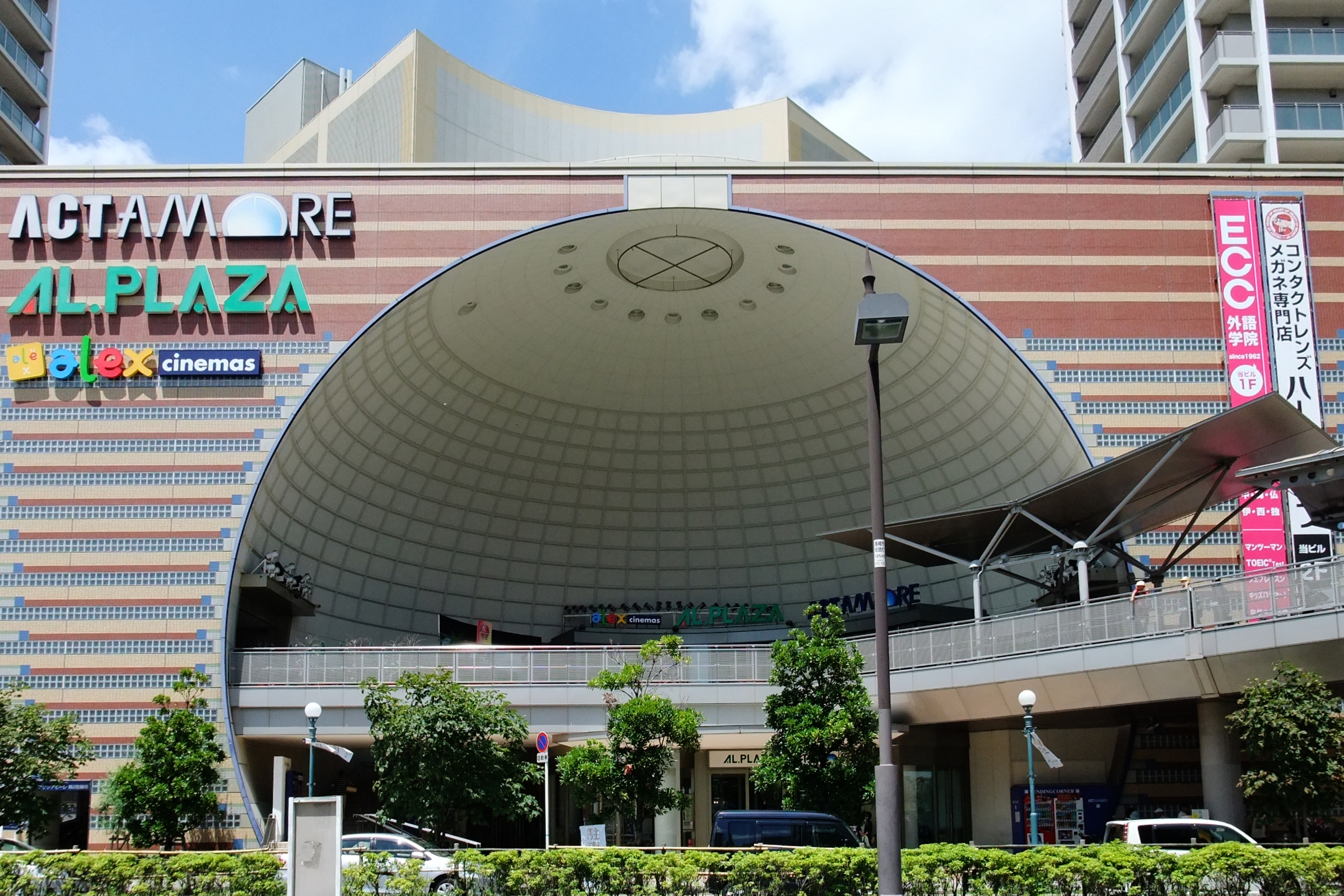
アル・プラザ高槻店
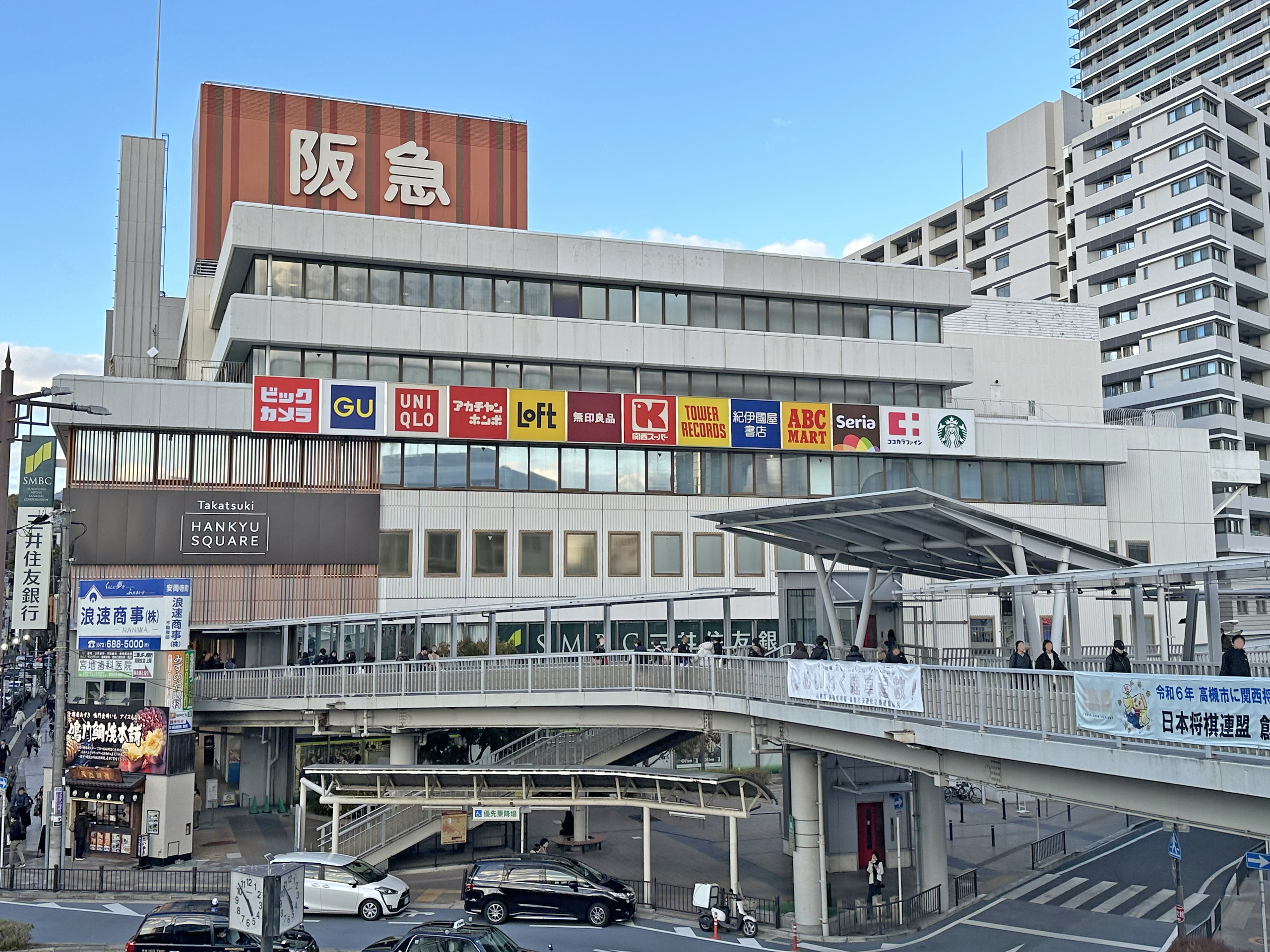
高槻阪急スクエア
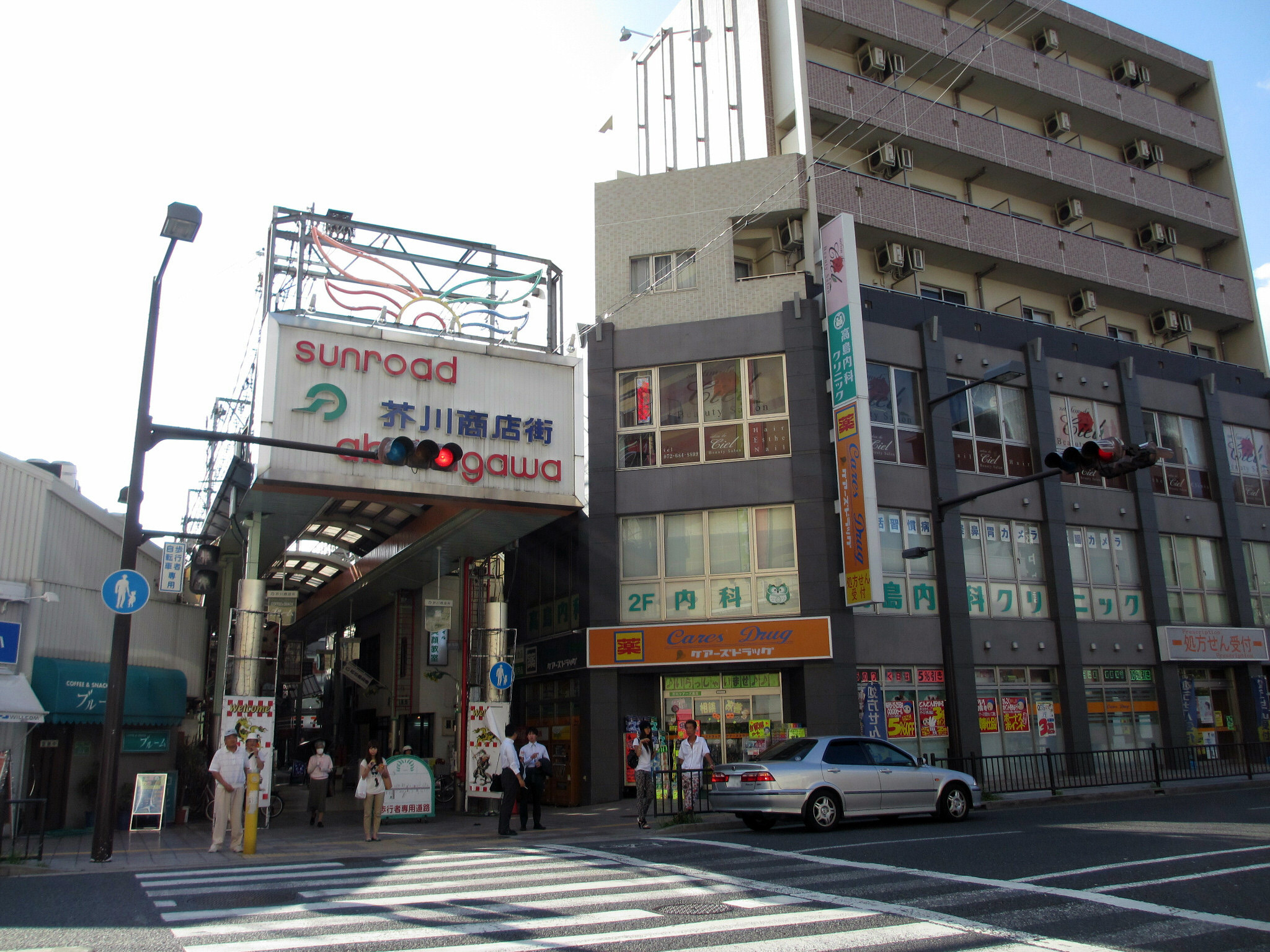
芥川商店街

#### ペデストリアンデッキ直結
- アクトアモーレ（2004年2月27日オープン）
  - 「住宅棟」ローレルスクエア高槻（高層マンションイーストタワー28階建・ウェストタワー30階建）
  - 「商業棟」
    - 1F - 4Fアルプラザ高槻（平和堂高槻店）
    - 5F 高槻アレックスシネマ
- ミューズ高槻
  - ジオタワー高槻（42階建）
- ビエラ高槻
- JR高槻NKビル
  - 大阪医科薬科大学 健康科学クリニック
  - 医療機関など
- 高槻阪急スクエア（2019年10月5日より西武高槻店 (オーロラシティ)から阪急百貨店へ変更）
  - B1F 関西スーパー 高槻店

#### その他
- 芥川商店街
- 上宮天満宮
- 愛仁会高槻病院・リハビリテーション病院
- 関西大学高槻ミューズキャンパス
  - 関西大学初等部・中等部・高等部
  - 高槻市立図書館 ミューズ子ども分室

### 中央口南出口

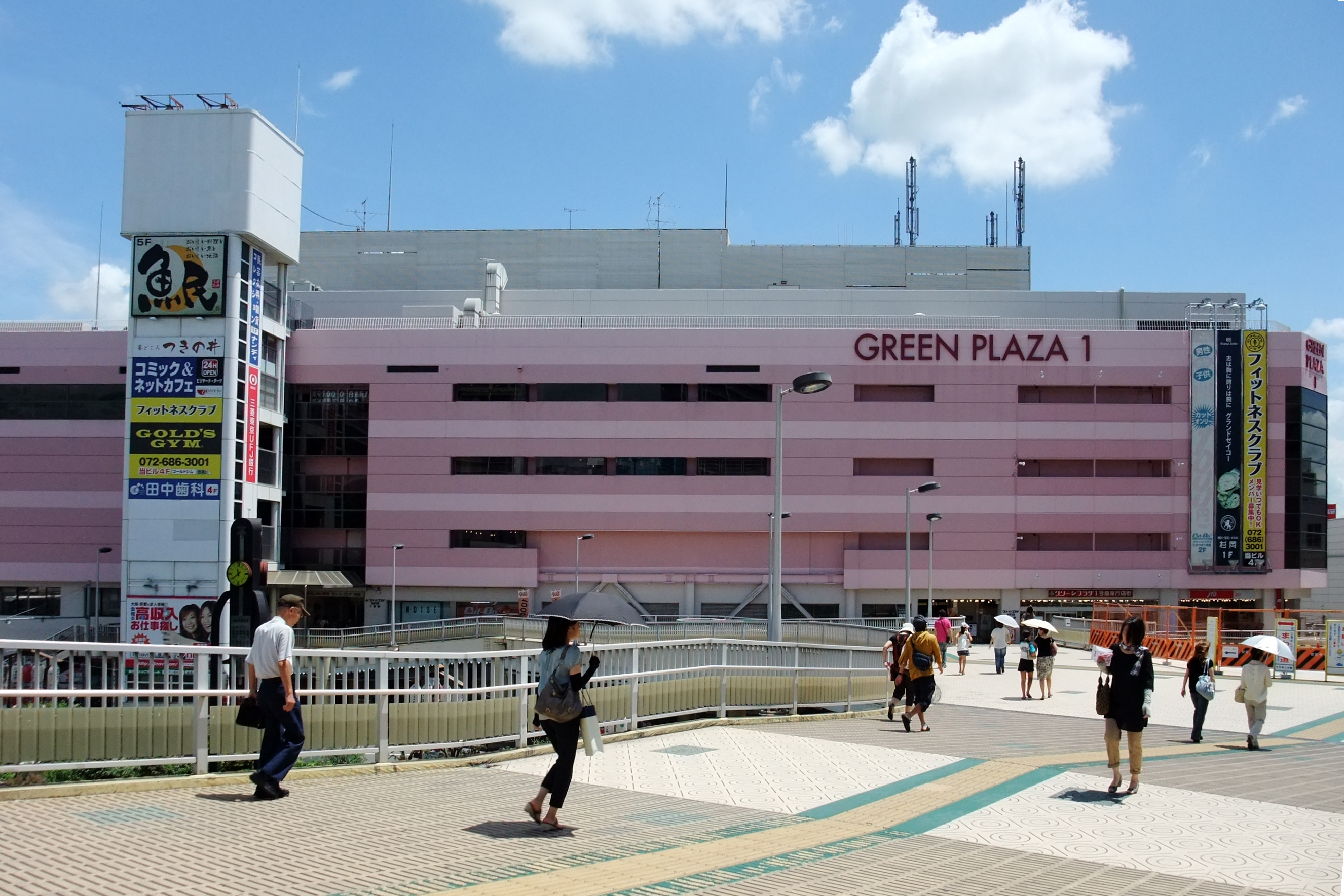
グリーンプラザ1
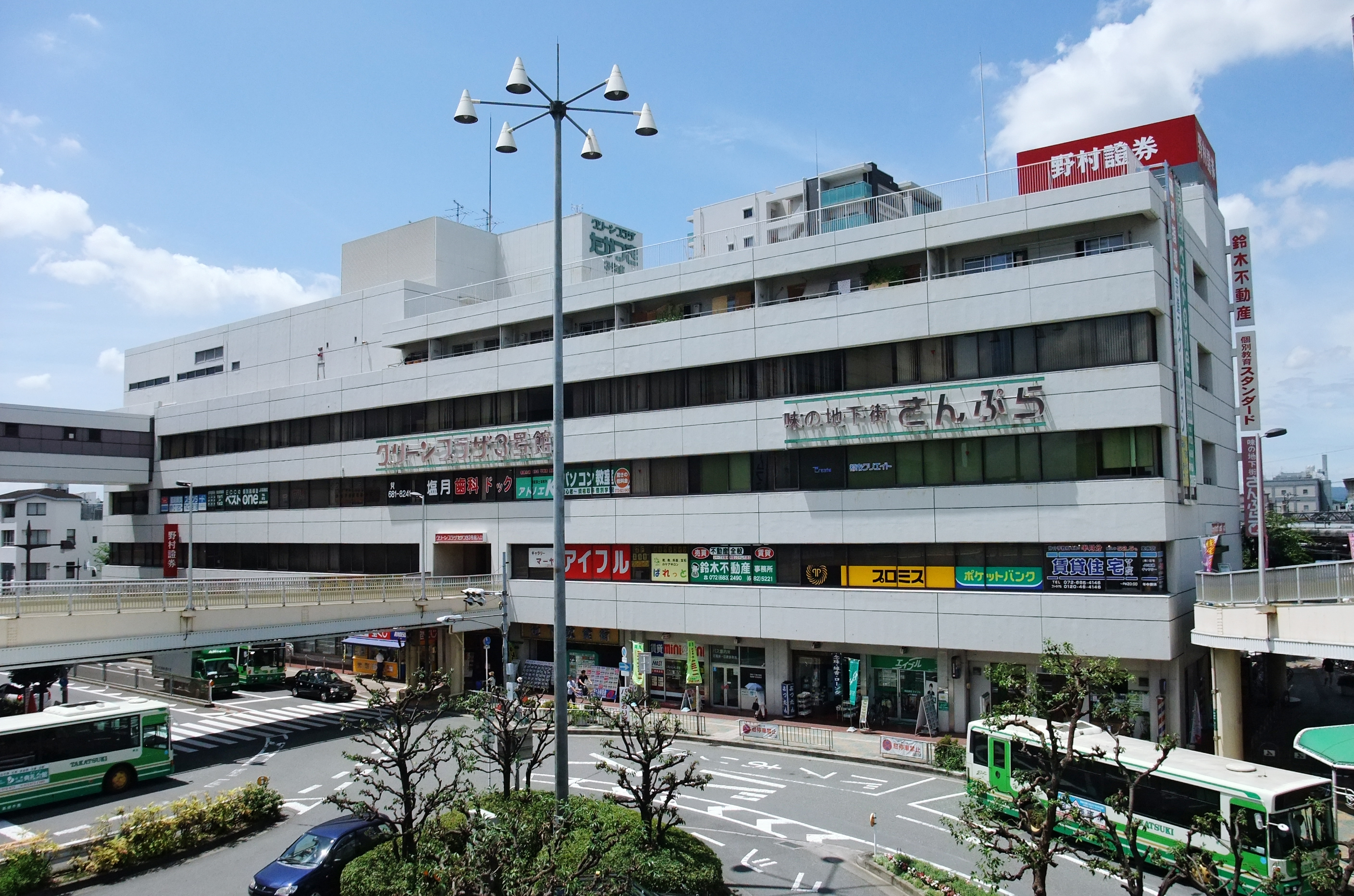
グリーンプラザ3
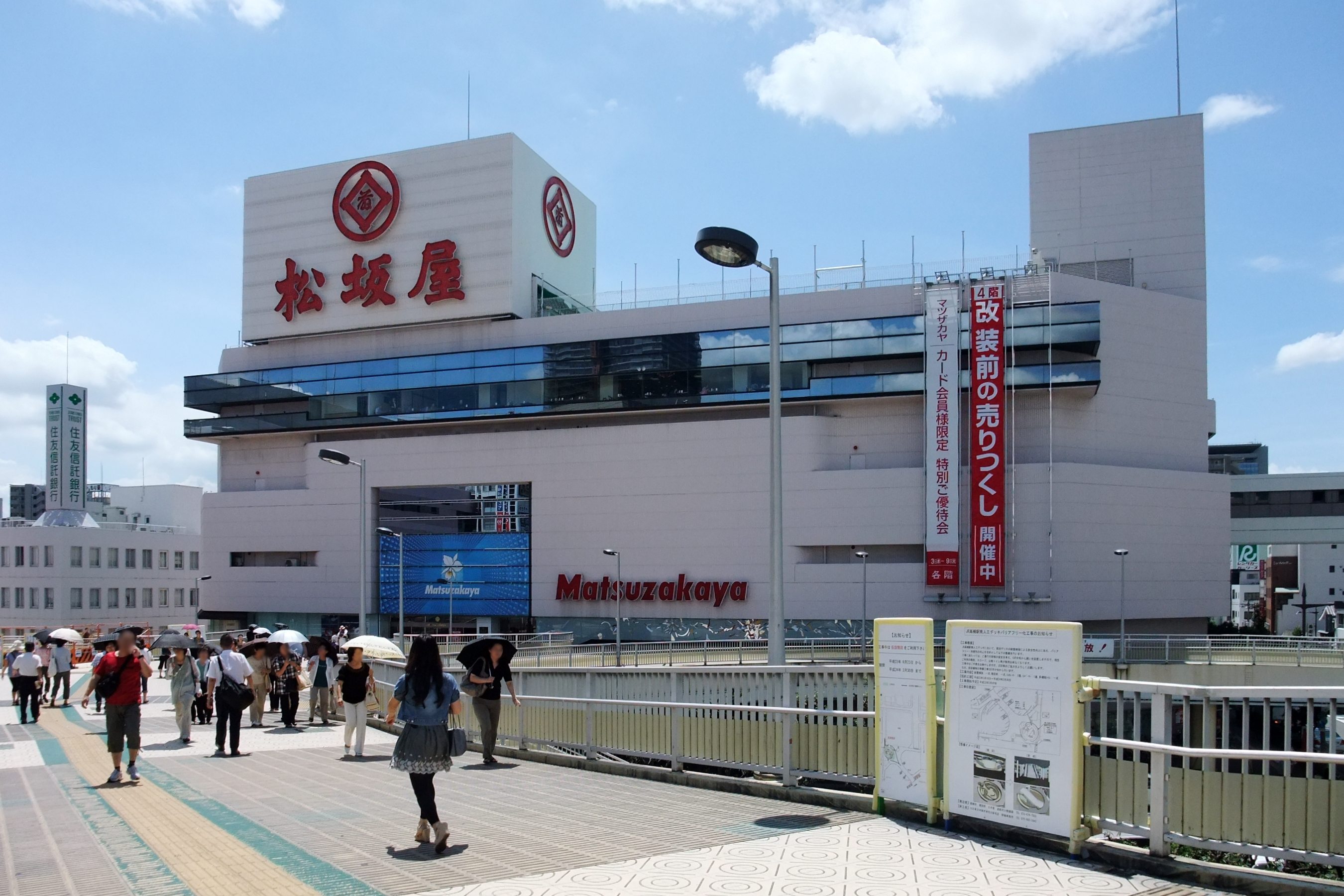
松坂屋 高槻店

阪急高槻市駅までは約700 m、徒歩約9分。両駅間に高槻センター街やたかつき中通り・本通りといった商店街が並ぶ。
グリーンプラザ3棟とは歩道橋で直結している。
- グリーンプラザたかつき
  - 1号館：飲食店、ドラッグストアなど
  - 2号館：松坂屋高槻店
  - 3号館：高槻市営バス案内所、飲食店街ほか
- ビエラ高槻南（飲食店）
- クロスパル高槻
  - 高槻市立図書館 駅前図書コーナー
  - 高槻市パスポートセンター
  - 男女共同参画センター
  - ハローワークコーナー
  - 青少年センター
  - イベントホール
- 高槻駅前郵便局（ゆうちょ銀行高槻店併設）
- 高槻市役所
  - 高槻市立中央図書館
- 国道171号

### 西口

#### 北側
- NTT西日本高槻営業所
- 生命誌研究館（JT医薬総合研究所内）
- 関西将棋会館 - 2024年12月3日移転・開館。

#### 南側
- キーエンス旧本社
- 第一三共プロファーマ高槻工場

## バス路線

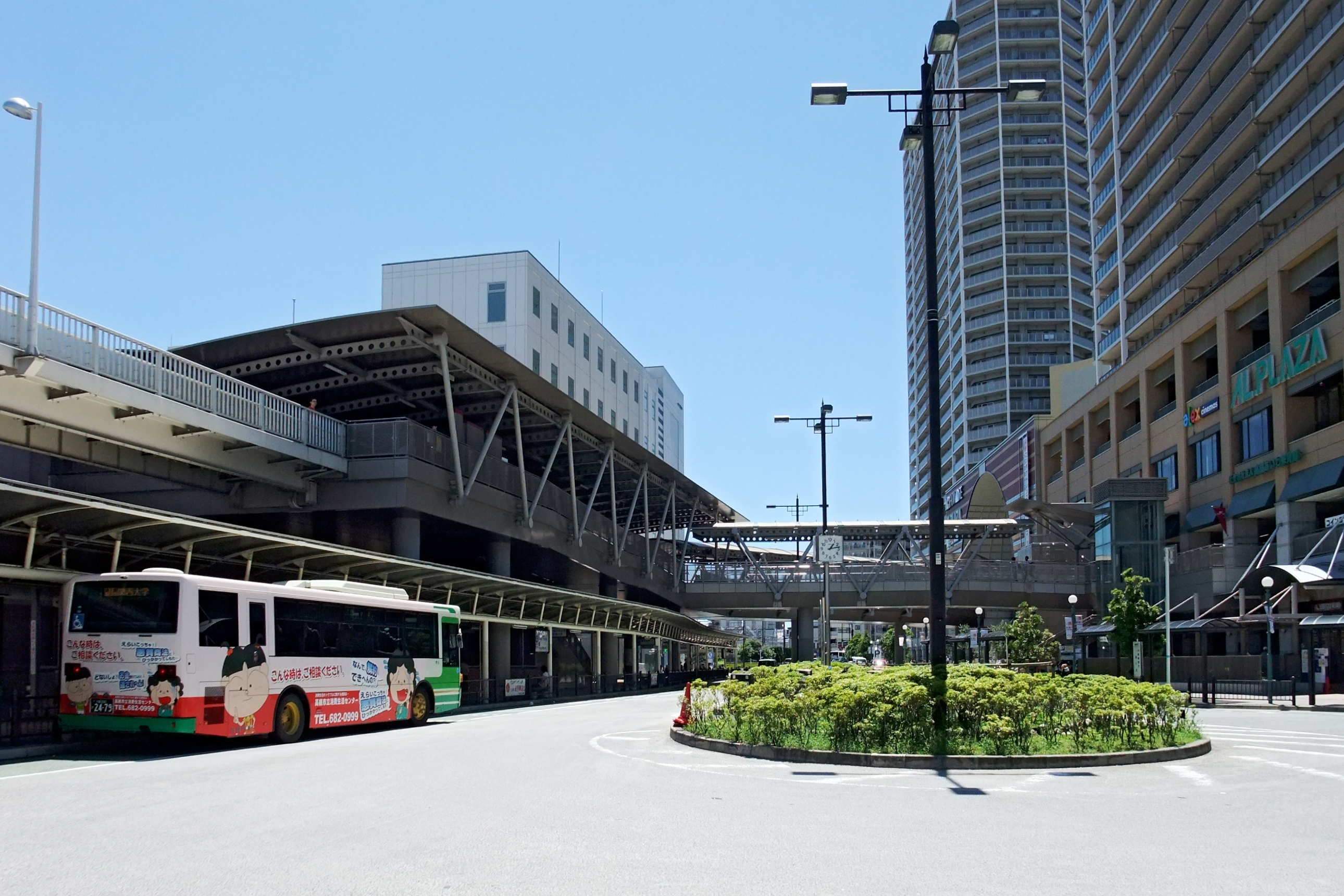
北口、バスターミナル

高槻市営バスを中心に多数のバスが当駅を中心に発着している。高速バスは、名神高速道路に名神高槻BSがあり（高槻市営バス、緑が丘バス停から徒歩3分程度）、ここから各方面へ行くことが可能である。

### 北口
一般路線バスは全て高槻市営バス。停留所名は「JR高槻駅北」。駅舎側にのりばが、アクトアモーレ側に5つのおりばが並ぶ。
2021年4月1日をもって6番のりばは降車専用となった。かつて3番のりばからは芝谷線、6番のりばからはJR富田駅方面へのバスが発車していた。
全便緑が丘営業所の管轄。
| のりば | 路線名                   | 系統・行先           | 備考                                              |
| ------ | ------------------------ | -------------------- | ------------------------------------------------- |
| 1      | 原・上の口線             | 54：上の口           |                                                   |
| 1      | 原・上の口線             | 53：原大橋           |                                                   |
| 2      | 塚脇・下の口線           | 51：塚脇循環         |                                                   |
| 2      | 塚脇・下の口線           | 52：塚脇・大蔵司     | 夜間数本のみ                                      |
| 2      | 塚脇・下の口線           | 50：下の口循環       | 平日2本のみ                                       |
| 2      | 芝谷線                   | 57：寺谷町           |                                                   |
| 2      | 田能・杉生・中畑・二料線 | 60：田能             | 平日晩1本のみ。整理券車（対キロ制運賃）           |
| 2      | 田能・杉生・中畑・二料線 | 61：中畑回転場       | 1日3本のみ。整理券車                              |
| 2      | 田能・杉生・中畑・二料線 | 62：二料             | 1日3本のみ。整理券車                              |
| 2      | 田能・杉生・中畑・二料線 | 63：杉生             | 1日2本のみ。整理券車                              |
| 3      | 国道線                   | 5：JR富田駅          |                                                   |
| 3      | 国道線                   | 5B：JR富田駅         | 郡家経由、本数わずか                              |
| 4      | 日吉台線                 | 65：日吉台循環       |                                                   |
| 4      | 日吉台線                 | 66：日吉台西         | 夜間数本のみ                                      |
| 4      | 南平台東線               | 67：平安女学院大学   | 学休期を除く平日朝の1本のみ                       |
| 4      | 南平台東線               | 直行：平安女学院大学 | 学休期を除く平日朝の1本のみ、終点までノンストップ |
| 5      | 南平台東線               | 68：平安女学院大学東 | 平日は夜間の1本のみ                               |
| 5      | 南平台東線               | 70：関西大学         | 整理券車                                          |

#### 高速バス（アクトアモーレ入口付近より発車）
北口からは長らくJRより北側へ向かう高槻市営バスのみが発着していたが、2015年10月1日よりWILLER EXPRESSがバスタ新宿行きの高速バス路線を開設した（運行は日本高速バス）。

#### JR高槻駅西バス停
西口（北側）には元々高槻市営バスのみ乗り入れるバスターミナルがあった。主にJR富田駅経由や市西部地域へ向かう路線が発着していた。一方、北口バスターミナルについては当時の西武百貨店前にあり、緑が丘方面へのバスが発着していた（現在、この付近はタクシーのりばとなっている）。
現在は全てのバスが再開発事業終了に伴い北口バスターミナル発着となり、平安女学院大学・関西大学、JR富田駅方面に乗車できる。日吉台行きは経路変更により西口バス停を通らない。
南平台東線の直行便は、当停留所も含めてJR高槻駅北から関西大学・平安女学院大学までの途中停留所を全て通過する。
西ターミナルの跡地は市営バスの滞留所となっていたが、関西将棋会館が当地に移転してくることとなり2022年11月30日をもって閉鎖。滞留所は現在は川西町二丁目に移転している。

### 南口
南口には高槻市営バスのほか京阪バスが乗り入れている。駅舎側に1 - 3、松坂屋側に4 - 6番のりばが設置されている。
かつては阪急バスも乗り入れていたが、2017年4月1日から取り止めた。

#### 高槻市営バス
停留所名は「JR高槻駅南」。
高槻市営バスは美しが丘線57Aを除き全て芝生営業所の管轄。また6番のりばを除きJR線より南側へ向かう路線が発着している。
| のりば | 路線名         | 系統・行先          | 備考                                      |
| ------ | -------------- | ------------------- | ----------------------------------------- |
| 2      | 富田南線       | 4：阪急富田駅       |                                           |
| 2      | 栄町線         | 17A：車庫前         | 栄町経由                                  |
| 2      | 柱本・三島江線 | 22：柱本団地        | 循環運行を行う                            |
| 2      | 柱本・三島江線 | 23：柱本団地        | 復路で三島江を経由。他は「22」と同様      |
| 3      | 富田団地線     | 18：富田団地        |                                           |
| 3      | 富田団地線     | 17：車庫前          | 平日1本のみ                               |
| 4      | 大塚線         | 15：北大塚          |                                           |
| 4      | 大塚線         | 15A：北大塚         | 野田・六中前経由、平日1本のみ             |
| 4      | 下田部線       | 16：下田部団地      |                                           |
| 4      | 下田部線       | 17B：車庫前         | 下田部団地経由                            |
| 4      | 玉川橋線       | 19：玉川橋団地      | 1日数本のみ                               |
| 5      | 前島・六中線   | 10c：安満遺跡公園東 | 土休日日中のみ                            |
| 5      | 前島・六中線   | 13c：前島           |                                           |
| 5      | 前島・六中線   | 14：六中前          |                                           |
| 5      | 前島・六中線   | 20：クリンピア前島  | 本数わずか                                |
| 5      | 道鵜線         | 12：道鵜町          |                                           |
| 5      | 道鵜線         | 7：上牧             | 循環運行を行う                            |
| 5      | 道鵜線         | 7A：上牧            | 道鵜町経由。他は「7」と同様（本数わずか） |
| 6      | 成合・川久保線 | 32：上成合          |                                           |
| 6      | 成合・川久保線 | 33：川久保          | 整理券車（対キロ制運賃）                  |
| 6      | 梶原線         | 34：梶原東          |                                           |
| 6      | 美しが丘線     | 56：別所本町公園北  |                                           |
| 6      | 美しが丘線     | 57A：寺谷町         | 美しが丘経由。緑が丘営業所の管轄          |
| 6      |                | 3：阪急高槻駅       | 6番のりば発の各路線の一部                 |

#### 京阪バス
停留所名は「JR高槻」。1のりばが割り当てられている。
市中南部〜枚方市駅への路線が乗り入れる。早朝・夜間と平日日中の半数を除き、阪急高槻には乗り入れない。
| のりば | 路線名     | 系統・行先             | 備考                                             |
| ------ | ---------- | ---------------------- | ------------------------------------------------ |
| 1      | 枚方高槻線 | 1号経路：枚方市駅北口  | 早朝・夜間は運行されない                         |
| 1      | 枚方高槻線 | 1A号経路：枚方市駅北口 | 阪急高槻経由。平日の最終便は深夜バス（運賃倍額） |

### 市営バス利用状況
2023年度の年間乗降客数は北が5,135,837人・南が3,299,856人（それぞれ1日あたり14,032人・9,016人）で、市営バスでは常に全停留所中1位・2位となっている。
近年の年間利用状況は下表の通り。
| 年次               | JR高槻駅北 | JR高槻駅北 | JR高槻駅北 | JR高槻駅南 | JR高槻駅南 | JR高槻駅南 |                |
| 年次               | 乗降人員   | 1日平均    | 順位       | 乗降人員   | 1日平均    | 順位       | 出典           |
| ------------------ | ---------- | ---------- | ---------- | ---------- | ---------- | ---------- | -------------- |
| 2019年（令和元年） | 5,864,160  | 16,022     | 1位        | 3,762,905  | 10,281     | 2位        | [ 市営バス 1 ] |
| 2020年（令和02年） | 4,265,360  | 11,686     | 1位        | 2,792,115  | 7,650      | 2位        | [ 市営バス 2 ] |
| 2021年（令和03年） | 4,040,374  | 11,070     | 1位        | 2,680,473  | 7,344      | 2位        | [ 市営バス 3 ] |
| 2022年（令和04年） | 4,834,841  | 13,246     | 1位        | 3,092,477  | 8,473      | 2位        | [ 市営バス 4 ] |
| 2023年（令和05年） | 5,135,837  | 14,032     | 1位        | 3,299,856  | 9,016      | 2位        | [ 市営バス 5 ] |

## 隣の駅
西日本旅客鉄道（JR西日本）
 JR京都線（東海道本線）
- 特急「サンダーバード」「はるか」一部停車駅

■新快速
京都駅 (JR-A31) - 高槻駅 (JR-A38) - 新大阪駅 (JR-A46)
■快速（京都駅 - 西明石駅間で快速。朝のみ運転）
長岡京駅 (JR-A35) - 高槻駅 (JR-A38) - 茨木駅 (JR-A41)
■快速（当駅 - 西明石駅間で快速、当駅から島本方は普通列車として運転）
島本駅 (JR-A37) - 高槻駅 (JR-A38) - 茨木駅 (JR-A41)
■普通（全区間で各駅に停車する普通）
島本駅 (JR-A37) - 高槻駅 (JR-A38) - 摂津富田駅 (JR-A39)

### 記事本文